# Щепотьев, Александр Львович
Александр Львович Щепотьев (25 марта [6 апреля] 1891, Алфёровка, Воронежская губерния — 13 апреля 1938, Воронеж) — советский деятель образования. Директор (ректор) Симферопольского педагогического института, Томского университета, Воронежского университета.

## Биография
Родился 25 марта 1891 года[по какому календарю?] в слободе Алфёровка Воронежской губернии в семье мелкого чиновника, рано потерял отца и остался на попечении матери. С раннего возраста начал работать, начальное образование получил в сельской школе. В возрасте шестнадцати лет, под влиянием местного педагога, самостоятельно подготовился и сдал в Тамбове экзамен на звание народного учителя. В 1912 году переехал в Санкт-Петербург, где закончил Чернышевские курсы.
Вернулся в Воронежскую губернию, в 1919 году вступил в РКП(б). Участвовал в боях с белогвардейцами. В 1921 году переехал в Воронеж, где возглавил губернский профсоюзный комитет работников просвещения. Окончил педагогический факультет Воронежского университета; при этом его усилиями в 1925 году был снят с должности первый ректор этого университета В. Э. Регель.
В 1928 году переехал в Крым, занимал должность заместителя наркома по делам просвещения КрАССР. Немногим позже стал директором (ректором) Симферопольского педагогического института.
В 1932 году решением партии был отправлен в Сибирь, где занял должность директора (ректора) Томского университета.
С 1936 года работал директором (ректором) Воронежского университета. В 1937 году при его участии было завершено строительство учебного корпуса для физических кафедр физико-математического факультета и химического факультета с большим количеством лабораторий. Однако из-за незаконченности строительных работ, химические лаборатории запустить сразу не удалось. Данный факт стал причиной запуска слухов «о преднамеренном вредительстве», последовали аресты которые, однако, Щепотьева в этот раз обошли стороной.
Немногим позже группа коммунистов из Томска написала коллективное письмо, в котором содержались намёки на причастность бывшего директора Томского университета к вредительской деятельности и 6 января 1938 года Щепотьев был арестован. В течение двух недель он отрицал свою причастность к вредительской и антисоветской деятельности. Однако позже сознался в контрреволюционной деятельности, 13 апреля 1938 года был приговорён к высшей мере наказания и в тот же день расстрелян.
Реабилитирован в 1958 году.